# Ligyra unicincta
Ligyra unicincta är en tvåvingeart som först beskrevs av Guérin-Méneville 1831.  Ligyra unicincta ingår i släktet Ligyra och familjen svävflugor. Inga underarter finns listade i Catalogue of Life.